# Église Saint-Maurice d'Orschwiller
L'église Saint-Maurice est un monument historique situé à Orschwiller, dans le département français du Bas-Rhin.

## Localisation
Ce bâtiment est situé à Orschwiller.

## Historique
L'église Saint-Maurice. L'édifice a fait l'objet d'une inscription au titre des monuments historiques depuis 1986, puis d'un classement au titre des monuments historiques depuis 1987.
L'orgue classé au titre des monuments historiques, a fait l'objet d'une restauration en 1988, à la suite d'un incendie dans l'église.

## Architecture

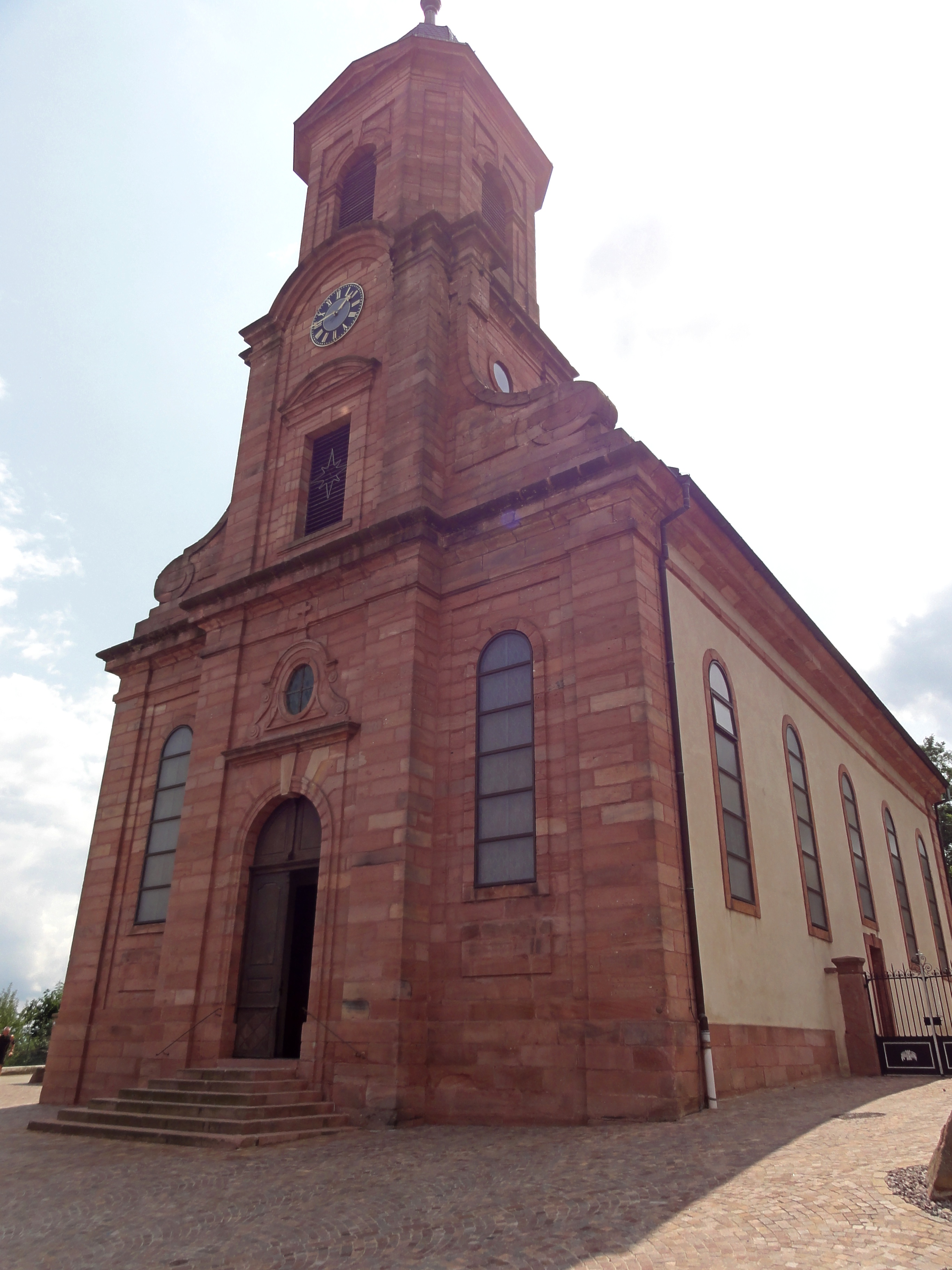
Église Saint-Maurice
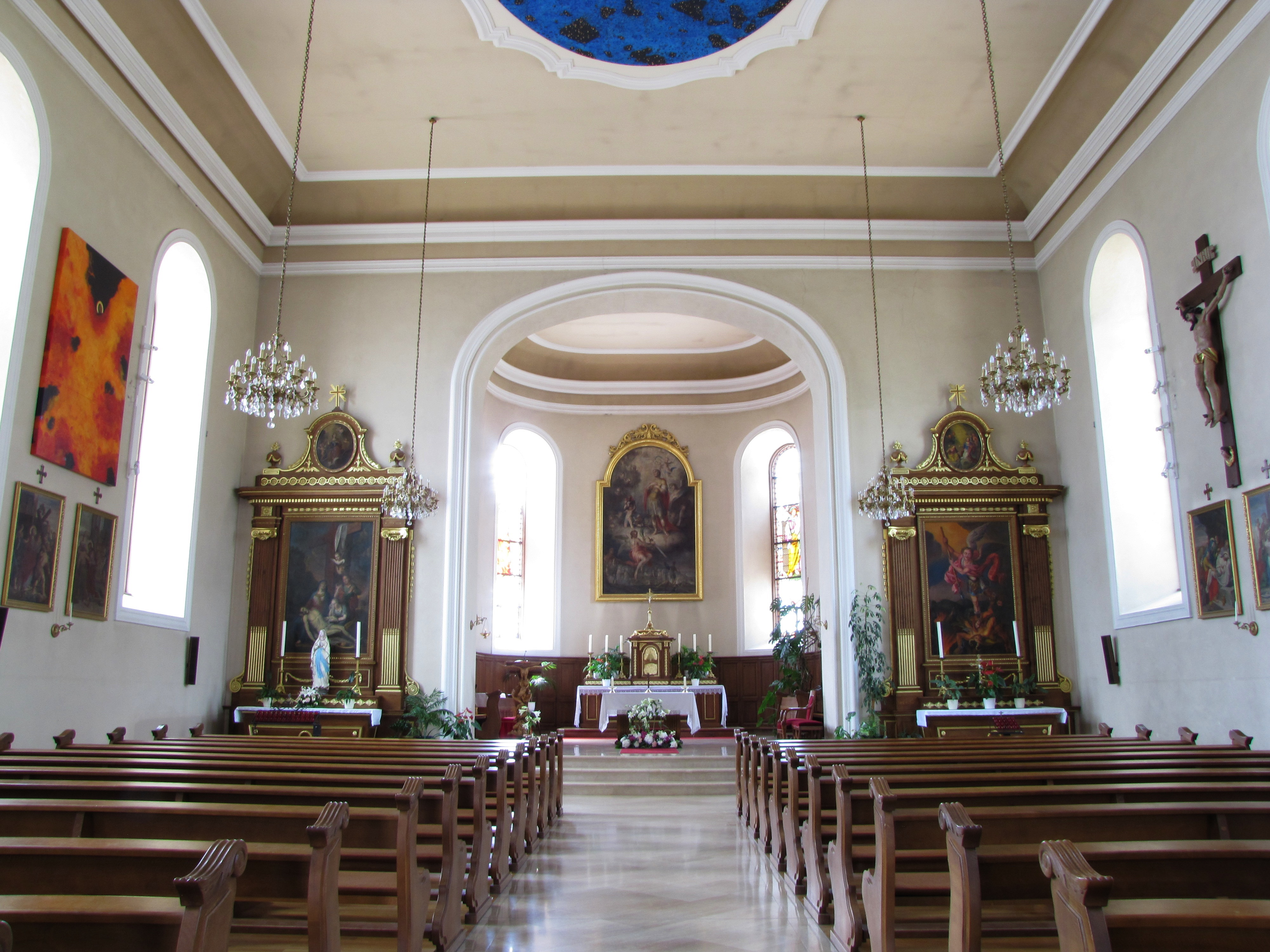
Vue intérieure de la nef vers le chœur
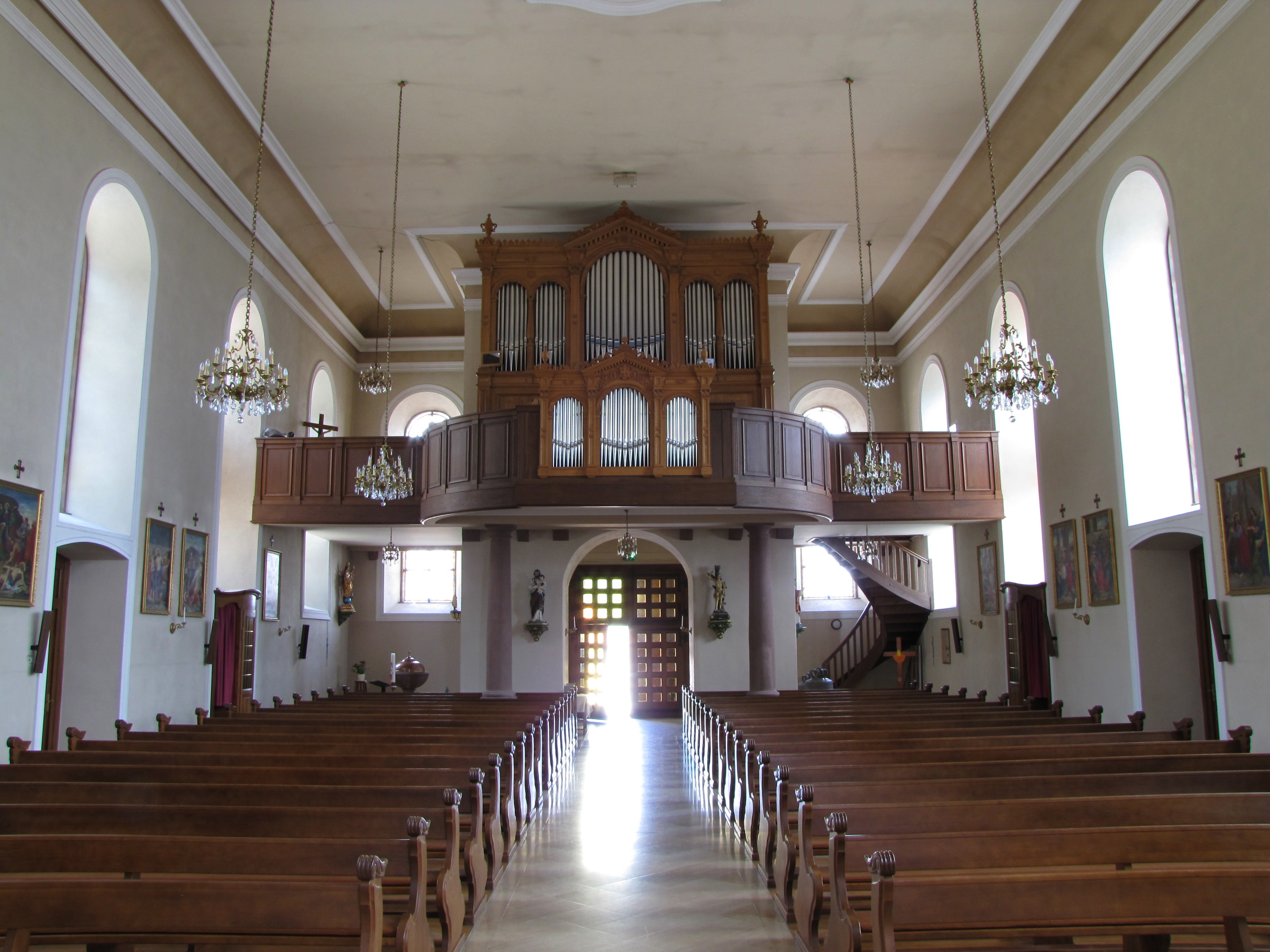
Vue intérieure de la nef vers la tribune d'orgue
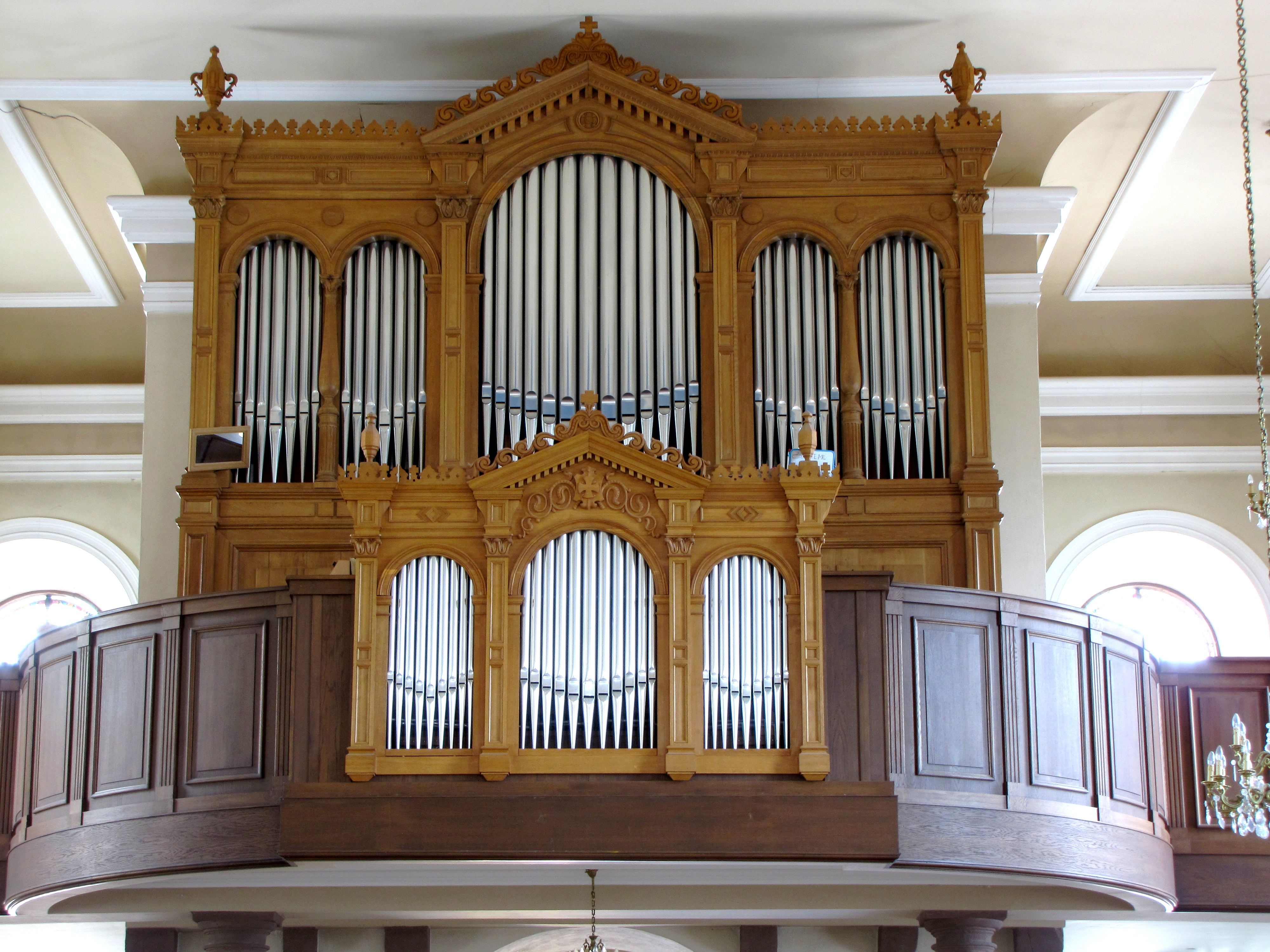
Orgue Stiehr-Mockers (1852)
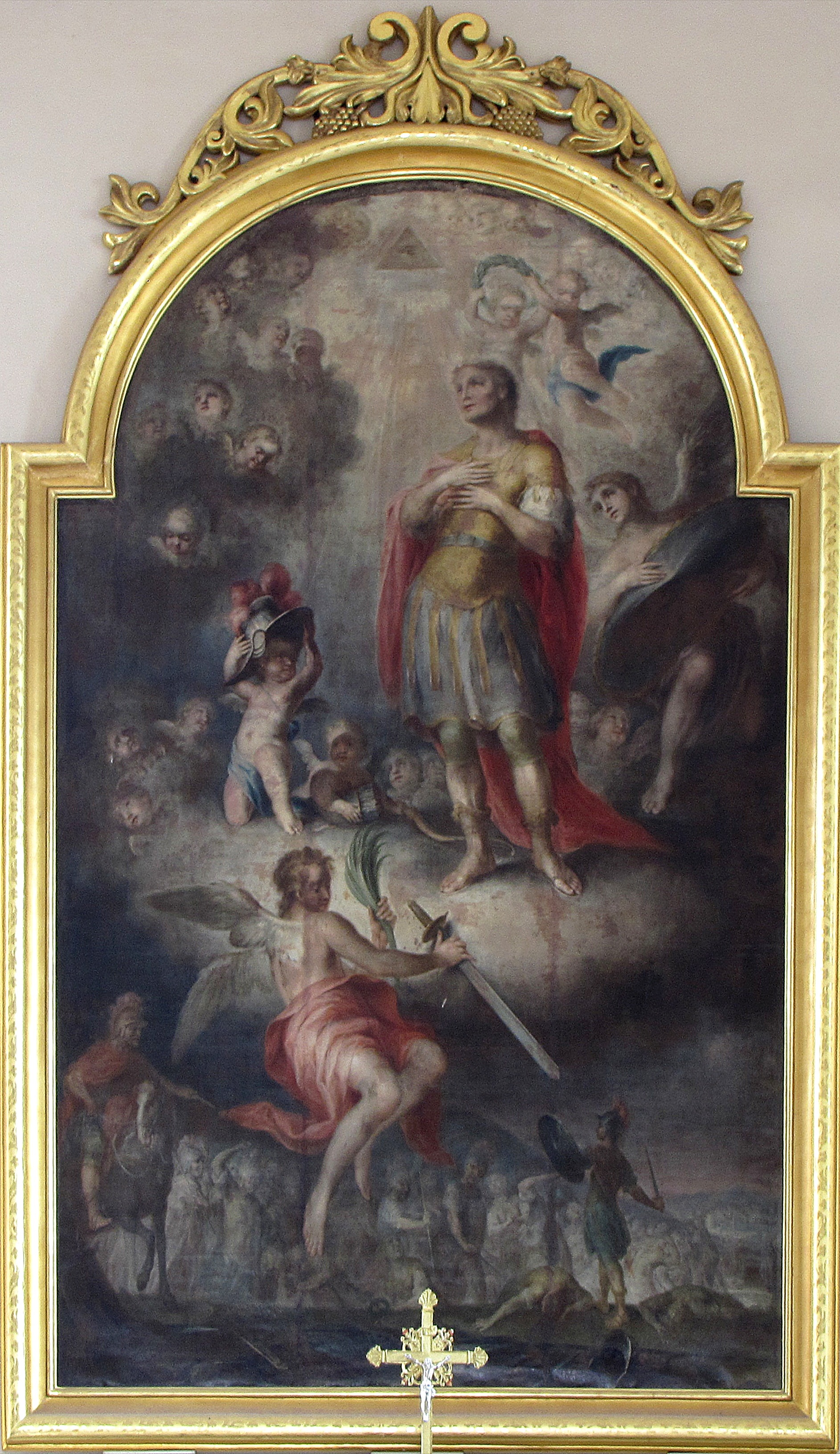
Tableau du maître-autel "St-Maurice" (1803)